# Шахува
Шахува (лак. Шахьуйми) — село в Лакском районе Дагестана. Входит в состав Кундынского сельсовета.

## География
Село находится на правом берегу реки Казикумухское Койсу, на расстоянии 9 км к северо-востоку от села Кумух, административного центра района.

## Население
| 1895 | 1926 | 1939 | 1970 | 1989 | 2002 | 2010 |
| ---- | ---- | ---- | ---- | ---- | ---- | ---- |
| 318  | ↘235 | ↗310 | ↘107 | ↘24  | ↗41  | ↗44  |
| 2021 |      |      |      |      |      |      |
| ↗82  |      |      |      |      |      |      |

## Известные уроженцы
- Дандамаева, Мариян Мамадаевна (1938—1975) — советский певица, исполнительница лакских народных песен.
- Исрапилова, Космина Мугутдиновна (1961—2022) — советская и российская поэтесса.